# 第11次長期滞在
第11次長期滞在（だい11じちょうきたいざい、Expedition 11）は、国際宇宙ステーション（ISS）への11回目の長期滞在ミッションである。ロシアのソユーズTMA-6で打ち上げられ、同機は緊急脱出用としてミッションの間中、ISSに留まっていた。
欧州宇宙機関のイタリア人宇宙飛行士ロベルト・ヴィットーリはソユーズTMA-6でISSを訪れ、2005年4月24日に第10次長期滞在の乗組員とともにソユーズTMA-5で地球に帰還した。

## 乗組員
| 機長                            | フライトエンジニア1              |
| ------------------------------- | -------------------------------- |
| セルゲイ・クリカレフ, RSA 6度目 | ジョン・フィリップス, NASA 2度目 |

## ミッションパラメータ
- 近点：〜384km
- 遠点：〜396km
- 軌道傾斜角：〜51.6°
- 軌道周期：〜92分
- ドッキング：2005年4月17日6時15分（UTC）
- ドッキング解除：2005年10月10日21時49分（UTC）
- ドッキング継続時間：〜176日

## ミッションの目的
このミッションでは、様々な機会にアメリカ製とロシア製の宇宙服を着て数度の宇宙遊泳が行われた。
2005年7月28日にSTS-114のミッションでスペースシャトルがドッキングし、故障していたコントロール・モーメント・ジャイロを交換した。またイタリア宇宙機関が製造した多目的補給モジュール「ラファエロ」が用いられ、ジャイロを含む約4100kgの物資が運搬された。8月6日にはドッキングが解除され、スペースシャトルはラファエロを持って地球に帰還した。
第11次長期滞在の期間中に、ロシア人機長のセルゲイ・クリカレフは、セルゲイ・アヴデエフが持っていた通算宇宙滞在時間の記録747.593日間を更新した。打上げ時にクリカレフは624.387日間の記録を持っていたが、ミッションの123日目である2005年8月16日にこの記録を塗り替えた。彼の通算宇宙滞在時間記録は、803日と9時間39分に達した。
10月3日、ソユーズTMA-7がドッキングし、第12次長期滞在の乗組員を運んできた。
欧州宇宙機関のトーマス・ライターは2005年10月にSTS-121でミッションに加わる予定だったが、2006年までミッションが延期されたことで第13次長期滞在に参加することとなった。

### 宇宙遊泳

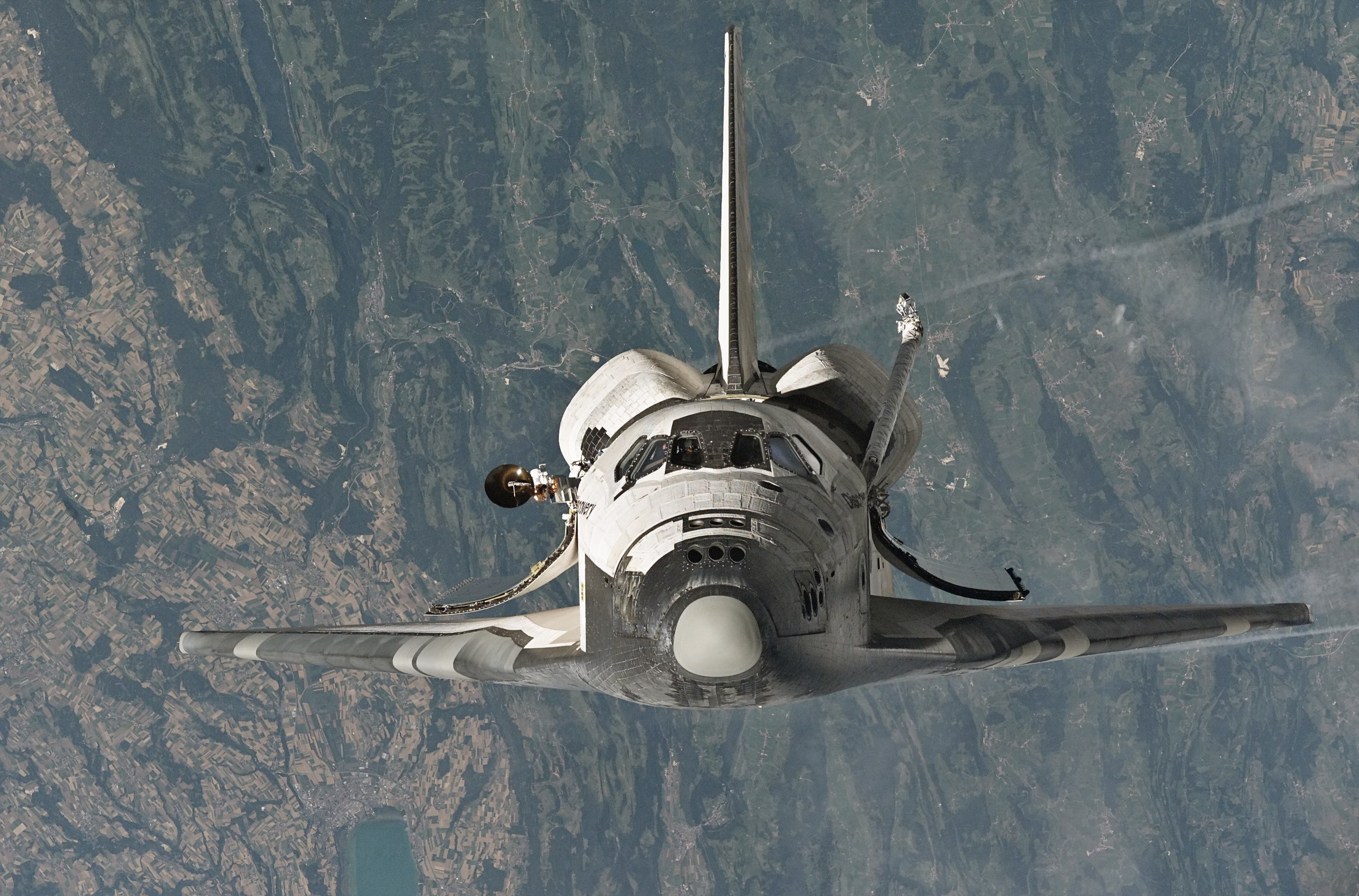
ISSから撮影されたススペースシャトル・ディスカバリー。(STS-114)初めてランデブー・ピッチ・マニューバが用いられた。

2005年8月、乗組員は4時間58分の宇宙遊泳を行った。彼らはピアースから細菌を入れたバイオリスク実験装置、ズヴェズダからスペースデブリ収集機、物質曝露パネル等を取り外して船内に入れた。また彼らはズヴェズダにテレビカメラを取り付けた。